# Marienville
Marienville es un área no incorporada ubicada en el condado de Forest en el estado estadounidense de Pensilvania.

## Geografía
Marienville se encuentra ubicada en las coordenadas 41°28′12″N 79°7′29″O / 41.47000, -79.12472.